# Muhlenbergia microsperma
Muhlenbergia microsperma är en gräsart som först beskrevs av Dc., och fick sitt nu gällande namn av Carl Bernhard von Trinius. Muhlenbergia microsperma ingår i släktet muhlygräs, och familjen gräs. Inga underarter finns listade i Catalogue of Life.